# Benalúa
Benalúa è un comune spagnolo di 3 196 abitanti situato nella comunità autonoma dell'Andalusia.